# Denis Matvejev
Denis Vladimirovitsj Matvejev (Russisch: Денис Владимирович Матвеев) (Leningrad, 25 april 1983) is een Russisch ruimtevaarder. In 2022 begon hij aan een missie naar het Internationaal ruimtestation ISS.
Matvejev studeerde aan de Technische Staatsuniversiteit van Moskou. Na zijn opleiding ging hij werken bij het Kosmonautentrainingscentrum Joeri Gagarin. Op 12 oktober 2010 werd Matvejev geselecteerd om daar zelf te trainen als astronaut. Hij voltooide zijn training in juli 2012. 
Matvejev zijn eerste ruimtevlucht, Sojoez MS-21, begon in maart 2022. Hij verbleef 6 maanden aan boord van het Internationaal ruimtestation ISS en was onderdeel van ISS-Expeditie 66 en 67.